# حرارة

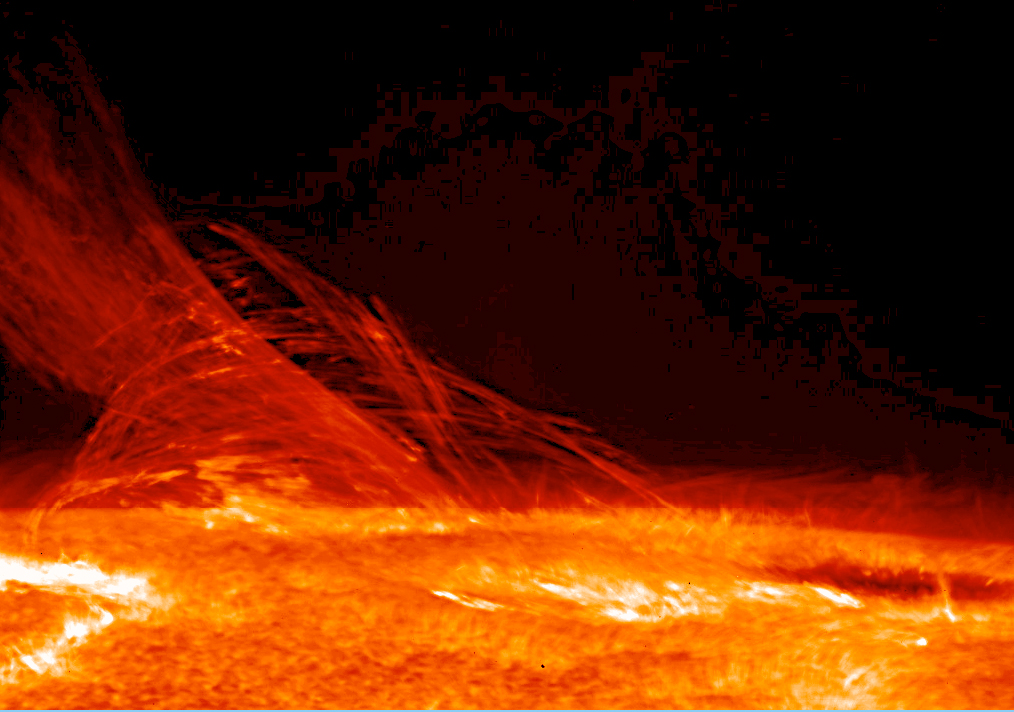
الحرارة من الشمس هي القوة المحركة لمعظم الحياة على الأرض. علم الحرارة وعلاقتها في العمل هي الديناميكا الحرارية. يحدث تدفق الحرارة من جسم ساخن إلى جسم بارد بطرق كثيرة.

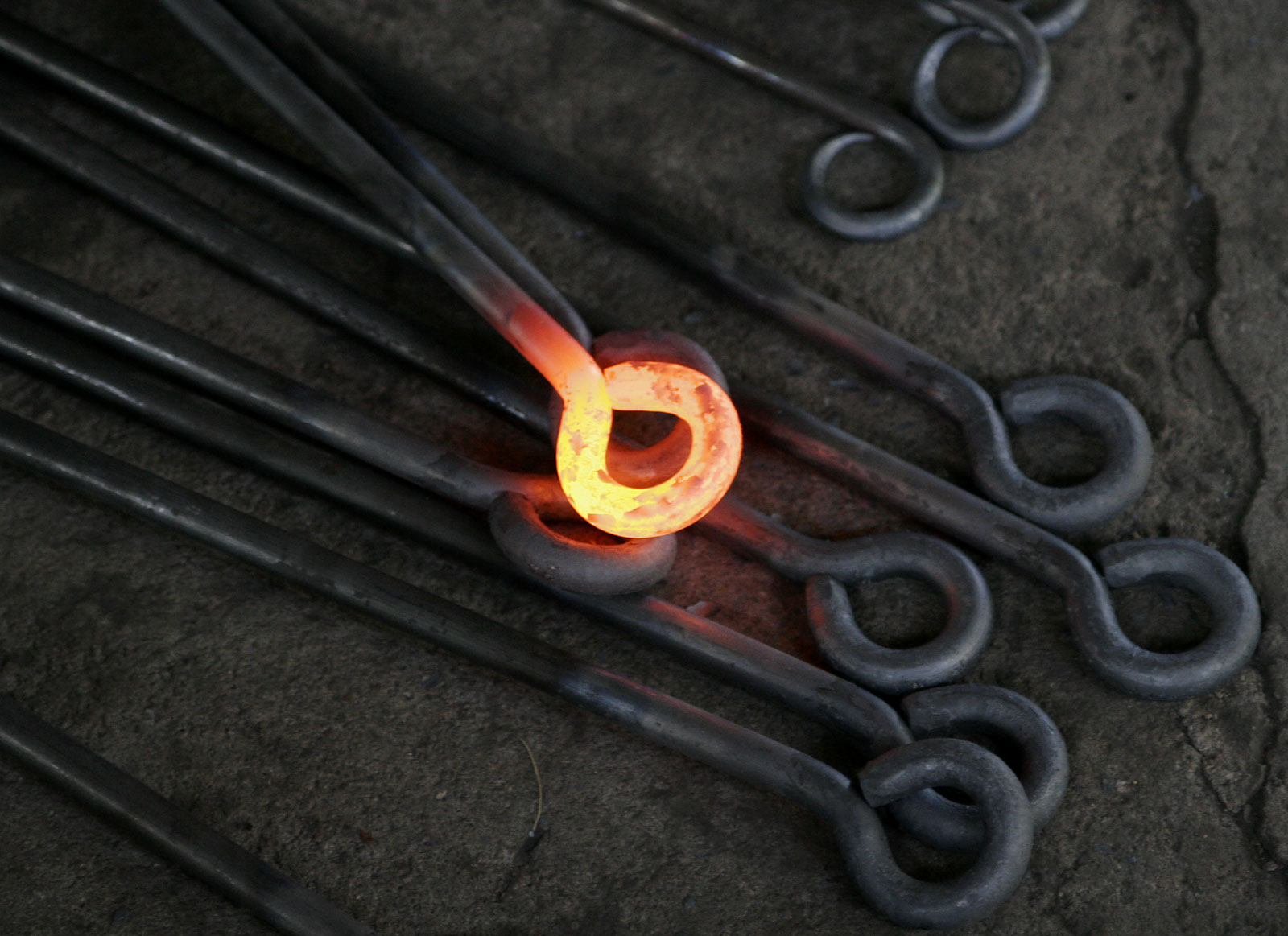
معدن ساخن

الحرارة في الفيزياء والكيمياء إحدى أشكال الطاقة، يترافق معها حركة الذرات أو الجزيئات أو أي جسيم يدخل في تركيب المادة. ممكن توليد الحرارة عن طريق:
- التفاعلات الكيميائية مثل الاحتراق،
- أو التفاعلات النووية كالاندماج النووي الحادث في الشمس
- أو الإشعاع الكهرومغناطيسي كالحاصل في المواقد الكهرومغناطيسية
- أو الحركة مثل احتكاك أجزاء الآلات.

تتنقل الحرارة بين الأجسام بالإشعاع والتوصيل حراري والحمل الحراري. وتنتقل الحرارة تلقائيًا من درجة الحرارة الأعلى للأدنى. فدرجة الحرارة هي مقياس مدى سخونة جسم ما أو برودته، وهي التي تحدد اتجاه انتقال الحرارة تلقائيًا، إلا أنه ممكن استنفاذ شغل لنقلها في الاتجاه المعاكس.
تسمى كمية الحرارة اللازمة لرفع درجة حرارة جسم ما درجة مئوية واحدة بالسعة الحرارية. السعة الحرارية لكل مادة محددة ومعروفة. الحرارة اللازمة لرفع درجة حرارة وحدة الكتلة من مادة ما درجة واحدة تسمى بالحرارة النوعية وهي تعتمد على حالة المادة وتركيبها الكيماوي. عند احتراق الوقود تصدر كمية من الحرارة تعرف باسم القيمة الحرارية للوقود وتقدر عادة بالوحدة الحرارية البريطانية. خلال عملية تحول مادة نقية من حالة إلى أخرى يتم فقد حرارة أو اكتسابها دون أي تغير في درجات الحرارة وتعرف كمية الحرارة المفقودة أو المكتسبة إبان عملية التحول باسم الحرارة الكامنة وتعتمد بشكل مباشر على نوعية المادة وحالتها الابتدائية والنهائية.

## الحرارة النوعية للمواد
تنتقل الحرارة من الجسم الساخن إلى الجسم البارد ولا يحدث العكس، هذا هو منطوق القانون الثاني للديناميكا الحرارية. وتستمر الحرارة في الانتقال حتى تتساوى درجة الحرارة في الجسمين ويصل الجسمين إلى حالة تسمى توازن حراري.
عند انتقال حرارة Q من جسم ساخن إلى جسم بارد يكون ذلك غالبًا مصحوبًا بتغير في درجة الحرارة:
{\displaystyle \delta Q=C_{\mathrm {V} }\cdot m\cdot \mathrm {d} T\!}
{\displaystyle \delta Q=C_{\mathrm {p} }\cdot m\cdot \mathrm {d} T\!}
حيث:
CV ، الحرارة النوعية عند ثبات الحجم
Cp، الحرارة النوعية عند ثبات الضغط 
m، كتلة المادة التي يحدث فيها تغير في درجة الحرارة.
كل من المعادلتين تقول ببساطة: «التغير في كمية حرارة الجسم تساوي حاصل ضرب حرارته النوعية x كتلته x التغير في درجة حرارته». وكما نرى توجد للمواد حرارتين نوعيتين: «حرارة نوعية عند ثبات الضغط» و«حرارة نوعية عند ثبات الحجم»، ويظهر الفرق بينهما واضحًا في الغازات. أما في السوائل والجوامد فلا فرق يذكر بين هاتين الحرارتين النوعيتين.
وتسمى حرارة نوعية  لأنها تختلف من مادة إلى مادة، أي تعتمد على «نوع» المادة (ماء، هواء، نحاس، حديد، زئبق).
معدل انتقال الحرارة {\displaystyle {\frac {\delta Q}{\delta t}}={\dot {Q}}}، أي تغير الحرارة مع تغير الزمن يسمى الفيض الحراري. السطح التلامس بين مادتين (أو وسطين) يتميز «بمعامل انتقال حرارة».

## تحول الطور
توجد أيضًا أنظمة يؤدي انتقال الحرارة إليها إلى تحول طوري ولا يؤدي إلى رفع درجة الحرارة. فمثلا عند غليان سائل حيث يتبخر ويتغير من الطور السائل إلى طور البخار. طوال عملية التبخر تبقى درجة الغليان ثابتة. حتى يتحول كل السائل إلى بخار.
كما يمكن أن تتحول جزء من الحرارة إلى عمل أو شغل W (من كلمة Work الإنجليزية)، وهذا هو مبدأ الآلة البخارية أو محرك الاحتراق الداخلي.
من وجهة الحركة الحرارية (ترموديناميكا) يحدد تموين نظام بحرارة من الخارج وتموين النظام بشغل من الخارج يحددان الارتفاع في الطاقة الداخلية U للنظام. هذا هو منطوق القانون الأول للديناميكا الحرارية:
{\displaystyle \mathrm {d} U=\delta Q+\delta W\!\quad {\rm {(1.\,\,Law-of-Thermodynamics)}}}
حيث:
δW الشغل المؤدى على النظام، مثل عملية كبس السائل.

## خواص حرارية للمواد
من الخواص الحرارية للمواد حرارة التبخر وحرارة الانصهار وهي تختلف من مادة إلى مادة ونقيسها بوحدة جول/كيلوجرام أو جول/مول.
من الخواص الحرارية للمواد أيضًا نقطة التبخر ونقطة الانصهار وهي تختلف أيضًا باختلاف نوع المادة. نقيس هذه بدرجة مئوية أو كلفن.
بدراستنا لعلم الترموديناميكا اكتشفنا خواصًا حرارية جديدة للمواد مثل إنتالبي وإنتروبيا. كما اكتشفنا أننا نستطيع تحويل الحرارة إلى شغل ميكانيكي مثلما في محرك الاحتراق الداخلي أو شغل كيميائي مثلما في خلية وقود.

## تعيين كمية الحرارة
يمكن قياس كمية الحرارة المنتقلة خلال عملية ما عمليا أو حسابها معتمدين على بعض الخواص الحرارية للمواد.
يتم قياس كمية الحرارة - ورمزها عادة Q - بواسطة جهاز «الكالوريميتر» وتلك الطريقة هي التي ساعدت على فهمنا لكمية الحرارة. ونقيس التغير في كمية الحرارة لجسم عن طريق تغير في درجة حرارته أو تغير في طوله أو حجمه أو تعير في طوره مثلما عند انصهار الثلج.
ويعتمد طرق تعيين كمية الحرارة غير المباشرة على قانون بقاء الطاقة، وفي بعض الأحيان نعتمد على القانون الأول للديناميكا الحرارية. إن الطريقة غير المباشرة هي طريقة حسابية وتعتمد على بعض النظريات عن الحرارة (حركة حرارية أو ترموديناميك).

## المحرار «ميزان الحرارة»
أو الترمومتر  هي أداة لقياس درجة الحرارة في جسم الإنسان أو درجة حرارة الغرفة. توجد منها أنواع مختلفة، ومعظمها يعمل بقياس تغير حجم سائل مثل الزئبق مع درجة الحرارة. أو تغير مقاومة كهربائية مع درجة الحرارة. أو تمدد غاز بارتفاع درجة حرارته.
نقيس درجة الحرارة بدرجة مئوية أو كلفن ونادرًا بسلم فهرنهايت (انظر أسفله).

## المحرارالسائلي
نوع شائع من المحارير يقيس درجة الحرارة بتمدد السائل في انبوب زجاجي دقيق (انبوب شعري capillary). تحتوي بصلة زجاجية على سائل يكون عادة زئبقاً أو كحولا ملونًا. وهما سائلان يستجيبان لتغير درجة الحرارة ـ يستخدم الزئبق لدرجات الحرارة العالية والكحول لدرجات الحرارة المتدنية.
- مثال على المحرار السائلي:

محرار طبي:
يستخدم لقياس درجة حرارة الجسم، ولذلك يكون مدى درجات حرارته منخفضاً نسبياً وتكون تدريجاته متوسطة لإعطاء قراءة دقيقة.
مكوناته:
يوجد في المحرار الطبي سلم ينتهي عادةً عند درجة حرارة 43 مئوية (سلزيوس)، ويوجد في السلم أعشار الدرجة المئوية.
ويوجد في المحرار الطبي عمود ضيق من الزئبق لانه كمد وتكبِّره ساق زجاجية مثلثة.
يوجد أيضاً في المحرار الطبي للحرارة تخصر في أول انبوب الزجاج يتمدد الزئبق المتمدد ويندفع ويتجاوزه.
ويوجد أنبوب شعري يحيط بالعمود الضيق الذي يحوي الزئبق.
خصائص المحرار الطبي:
- يتحرك الزئبق مسافة مرئية عند كل تغير في درجة الحرارة.
- عندما يبرد الزئبق ويتقلص، لا يمكن أن يتراجع إلى البصلة إلا بالرج (مما يتيح وقتاً للقراءة).ـ تكون جدران البصلة الزجاجية رقيقة حتى يسخن الزئبق سريعاً.
- موازين الحرارة القصوى maximum thermometers والدنيا minimum:

محارير سائلية تسجل درجة الحرارة القصوى أو الدنيا التي يتم بلوغها في فترة زمنية محددة. وهي تحتوي على مؤشر index معدني زجاجي يدفعه السطح الهلالي meniscu للسائل إلى أعلى أو يسحبه إلى أسفل. يبقى المؤشر عند الموضع الأقصى أو الأدنى الذي يبلغه أثناء الفترة التي يترك فيها المحرار. ويعاد ضبطه بواسطة مغناطيس.

## أنواع أخرى من المحارير
- المحرار الكهربائي:

يقيس درجة الحرارة من تغير المقاومة الذي يحدث بنتيجتها في السلك.
وتستخدم أجهزة أخرى أسفل جناحي الطائرة مثلاً، لقياس تغير المقاومة في المقومات الحرارية.

## المزدوجة الحرارية
تستخدم القوة المحركة الكهربائية التي تنشأ عبر الوصلات المعدنية لقياس اختلاف درجة الحرارة.
- بعض التعريفات المتعلقة بالحرارة:

النقطة الثابتة:
درجة حرارة تحدث عندها تغيرات ملحوظة (في شروط محددة)، ومن ثم يمكن إعطاؤها قيمة تقاس بالنسبة لها درجات الحرارة الأخرى كافة. من أمثلتها نقطة الجليد ICE POINT (درجة الحرارة التي ينصهر عندها الجليد النقي) ونقطة البخار STEAM POINT (درجة حرارة البخار فوق الماء المغلية تحت الضغط الجوي).
وتستخدم نقطتان ثابتتان لمعايرة ميزان الحرارة (نقطة ثابتة دنيا ونقطة ثابتة عليا). وتمثل المسافة بين هاتين النقطتين المدى الأساسي FUNDAMENTAL INTERVAL)).
- سلم درجة الحرارة المطلقة absolute tempreture scale، وهو يستخدم في دراسة علم الحرارة (أو الدينامية الحرارية thermodynamic):

سلم معياري لدرجات الحرارة يستخدم وحدة كلفن Kelvin. درجة الصفر المطلق تعادل س°273.15-.
تعطى قيمة الصفر المطلق أدنى درجة حرارة يمكن تحقيقها نظرياً، وتسمى الصفر المطلق absolute zero. ويتعذر الوصول إلى درجة الصفر المطلق: طبقا للديناميكا الحرارية فهذا يتطلب قدرًا كبيرًا جدًا من الشغل الحراري.
- سلم سِليسْيوس:

سلم معياري لدرجات الحرارة مئوي، مماثل في تدريجه لسلم درجة الحرارة المطلقة، لكن يعطي الصفر لنقطة التجمد ودرجة س°100 نقطة التبخر. يسمى أيضًا السلم المئوي لدرجة الحرارة.
- سلم فهرنهايت:

سلم قديم تعطى فيه درجة °32ف لنقطة الجليد و °212ف لنقطة التبخر.
هذا السلم هو نظام إنكليزيّ، وقلما يستعمل هذا السلم في الأغراض العلمية.

## انتقال الحرارة
حيثما يوجد اختلاف في درجة الحرارة، تنتقل الطاقة الحرارية (الحرارة) بالتوصيل والحمل والإشعاع من الجسم الساخن إلى الجسم البارد ولا تنتقل بالعكس. يزيد ذلك الطاقة الداخلية internal energy للذرات الجسم الأبرد فترتفع درجة حرارته وتنخفض الطاقة الداخلية لذرات الجسم الاسخن وتنخفض بالتالي درجة حرارته. ويستمر انتقال الحرارة ذلك حتى تتساوى درجة الحرارة في الجسمين أو في المخلوط إذا كان مخلوطا، ويحدث اتزان حراري thermal equilibrium ذاتيا.

## طرق انتقال الحرارة
- التوصيل conduction:

الطريقة التي تنتقل بها الحرارة في الأجسام الصلبة (وكذلك في السوائل، والغازات). تنتقل الطاقة بالتلامس في الموصلات الجيدة good conductors بسرعة، ويحدث ذلك أساساً بتبادل حركة الإلكترونات الحرة، فضلاً عن تبادل اهتزاز الذرات وتصادم الذرات أو الجزيئات ببعضها البعض.
- الحمل convection:

الطريقة التي تنتقل بها الحرارة في السوائل والغازات. إذا سخن غاز أو سائل فإنه يتمدد فتقل كثافته ويرتفع إلى أعلى (مثلما في إناء ماء موضوعًا على النار. أو ارتفاع الهواء الساخن إلى أعلى)، وينخفض الغاز أو السائل الأبرد ليحتل مكانه. وهكذا ينشأ تيار الحمل.
- الإشعاع radiation:

طريقة انتقال الحرارة في الفراغ دون أن يكون للوسط أي دور. مثال على ذلك انتشار أشعة الشمس ووصولها إلينا على الأرض، حيث تتحرك الاشعة في الفراغ. ويستخدم مصطلح ((الإشعاع)) كثيراً للإشارة إلى الطاقة الحرارية نفسها التي تسمى بخلاف ذلك الطاقة الحرارية المشعة radiant heat energy. يأخذ الشعاع شكل موجة كهرومغناطيسية. مثل أشعة الضوء والاشعة تحت الحمراء التي تصدر بكثافة من الأجسام الساخنة.

## الطاقة الداخلية والإنثالبي
عنما يكون لدينا عدد كبير من الجسيمات في نظام مغلق (مثل غاز في قارورة) ينص القانون الأول للديناميكا الحرارية على أن التغير التفاضلي للطاقة الداخلية  dU للنظام تكون مساوية لتغير في الحرارة δQ المعطاة للنظام ناقصا منها كمية الشغل  δW المؤدى من النظام.
{\displaystyle \mathrm {d} U=\delta Q-\delta W\quad {\rm {(first\,\,law)}}.}
ويمكن تفسير ذلك بأن δQ تقدم جزءا للطاقة الداخلية في النظام وجزءا للشغل الذي يؤديه النظام. بمعنى آخر عندما نعطي النظام جزءا من الحرارة δQ يحتفظ النظام بجزء منها ويؤدي الجزء الآخر كشغل ميكانيكي.
{\displaystyle \delta Q=\mathrm {d} U+\delta W.}
ويحوي الشغل الذي يؤديه النظام الشغل المؤدى على الوسط المحيط في هيئة تمدد حجم النظام (مثل مكبس):
{\displaystyle \delta Q=\mathrm {d} U+\delta W_{\text{boundary}}}
ونسمي الطاقة الداخلية بأنها دالة حالة. وفي عملية دورية مثل تشغيل آلة بخارية تعود دالات الحالة إلى قيمها الأولى بعد إتمام دورة كاملة. أي أن التغير التفاضلي للطاقة الداخلية هو تغير تفاضلي تام dU. ونرمز إلى التفاضل التام بالرمز d.
وبالمقارنة فإن كلا من Q أو W لا تمثلان حالة للنظام. أي أن التغير في الحرارة وفي الشغل لا تعتبر تفاضل تام، ونرمز لهما δQ وδW. ونستخدم الرمز delta,) δ) كرمز لتغير تفاضلي غير تام.
يوصف تكامل التفاضل الغير التام مع الزمن لنظام عند مغادرة نظام لحالته ثم العودة إلى نفس الحالة الترموديناميكية بأنها لا تكون مساوية بالصفر. ولكن عندما نعطي حرارة للنظام حيث يؤدي عملية غير منعكسة عند درجة حرارة معينة T, فإن الحرارة
δQ ودرجة الحرارة T تشكلان تفاضلا تاماً.
{\displaystyle \mathrm {d} S={\frac {\delta Q}{T}},}
حيث S إنتروبيا (بالإنجليزية entropy) النظام.
بالمثل، عندما يكون الضغط p على الحاجز بين النظام والوسط المحيط يشكل الشغل δW والضغط p تفاضل تام:
{\displaystyle \mathrm {d} V={\frac {\delta W}{p}},}
حيث V حجم النظام. وعلى وجه العموم في حالة نظام منتظم التوزيع، تنطبق المعادلة:
{\displaystyle \mathrm {d} U=T\mathrm {d} S-p\mathrm {d} V.}
فإذا كان الحجم V ثابتا:
{\displaystyle T\mathrm {d} S=\mathrm {d} U{\text{  (V constant)}}}
وإذا كان الضغط p ثابتا، تنطبق:
{\displaystyle T\mathrm {d} S=\mathrm {d} H{\text{  (p constant)}}}
حيث H الإنثالبي، ويعرف ب:
{\displaystyle H=U+pV.}

## معدلات حرارة الأرض
أدنى درجات حرارة معدلها 56.6 درجة تحت الصفر كامل السنة في المحيط المتجمد الشمالي. لا تعرف الأرض الاعتدال في الطقس، فهي شديدة الحرارة في مناطق معينة وشديدة البرودة في أماكن أخرى. لقد تم تسجيل أعلى درجة حرارة في الجزائر سنة،1884 فكانت 53 درجة مئوية[بحاجة لمصدر]. وفي سنة 1913 وصلت درجة الحرارة إلى 56,7 درجة مئوية في منطقة واد الموت بكاليفورنيا[بحاجة لمصدر]. وفي سنة 1922 بلغت درجة الحرارة 58 درجة مئوية وذلك في العزيزية بليبيا[بحاجة لمصدر]. أما انخفاض درجة الحرارة فقد تم تسجيلها في إحدى جزر كندا إلى 58,3 تحت الصفر سنة 1885[بحاجة لمصدر] وتم تسجيل 68 درجة تحت الصفر في أصقاع سيبيريا في سنوات 1885 و 1892 و.1933[بحاجة لمصدر] ونعلم أن القطب الجنوبي والقطب الشمالي هما أكثر بقاع الأرض برودة على الإطلاق.